# 艾伯里克·克列芒

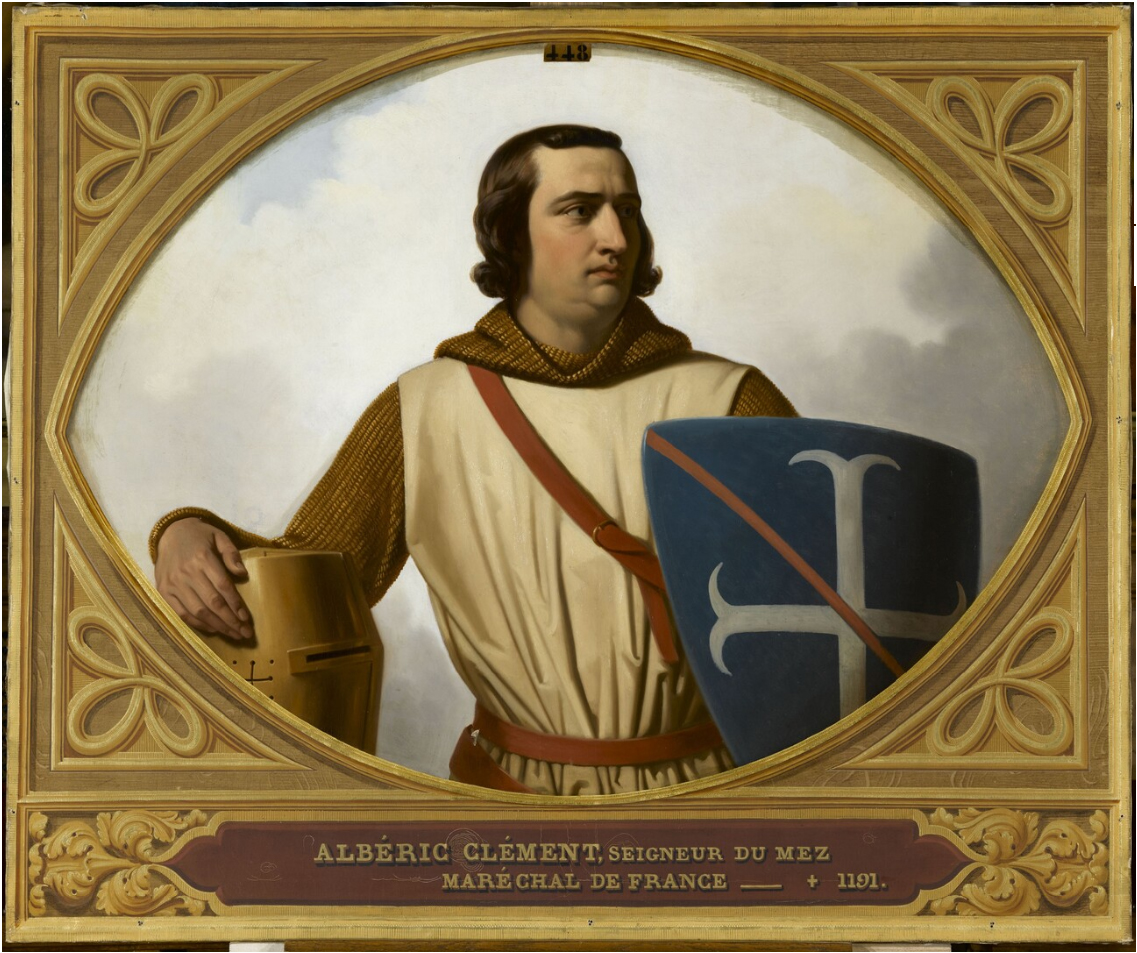
艾伯里克·克列芒

艾伯里克·克列芒（Albéric Clément，约1165年—1191年），腓力·奥古斯都手下的第一位法国元帅，1185年被任命为那个职位。艾伯里克是加蒂讷地区（Gatinais）梅兹城堡（Mez castle）的领主。他在第三次十字军东征（Third Crusade）伴随腓力二世，但在1191年7月3日死在阿克尔（Acre）。